# Antechinomys laniger
Antechinomys laniger — вид родини сумчастих хижаків, який раніше був поширений в посушливих і напівпосушливих малі-скребах (чагарникові, головним чином евкаліптові, зарості жорстколистої дерев'янистої рослинності напівпосушливих районів південної Австралії), чагарниках, заплавах, пагорбовових луках, кам'янистих районах з рідкісним трав'яним покривом Західної Австралії, Північної Території, західного Квінсленду, Нового Південного Уельсу, можливо, Вікторії (без доказів) і Південній Австралії. Зараз відбувається помітне зменшення чисельності виду і його ареалу.

## Морфологія
Морфометрія. Довжина голови й тіла: 80—110 мм, довжина хвоста: 100—145 мм.
Опис. Самці за звичай більші за самиці. Верхня частина тіла сірувата, нижня — білувата з сірим при основі волоссям. Навколо очей є темні кільця і темний клапоть по центру лоба. Вуха відносно великі. Хутро довге, м'яке з невеликою кількістю покривного волосся за винятком спини й крижів. Більше ніж половина базальної частини дуже довгого хвоста жовтувато-брунатного кольору. Довжина волосся зростає до кінця хвоста, набуваючи коричневого чи чорного кольору на прикінцевій третині хвоста. Верхя третина кінцівок забарвлена як і тіло; решта 2/3 вкриті коротким тонким білим хутром. На обличчі добре помітні вібриси. Під час сезону розмноження сумка стає досить добре розвиненою у самиць. Вона складається зі складок шкіри, збільшених з боків, щоб частково покрити соски.

## Поведінка, розмноження
Мабуть власної нори не копає, натомість гніздиться в колодах, пнях, серед рослинності. Можливо, також використовує нори інших тварин або гніздиться в глибоких тріщинах в землі. Здається, веде суворо наземний і нічний спосіб життя. Природною їжею є комахи та інші дрібні безхребетні. Заціпеніння було експериментально індуковане через утримання від їжі і може бути адаптивним механізмом для вирішення погіршення умов навколишнього середовища в природних умовах. Польові та лабораторні дослідження показують, що існує довгий сезон розмноження. Тварини в південно-західному Квінсленді знаходяться в репродуктивному стані з середини зими до середини літа (липень-січень). Вагітність триває 12 діб чи менше. Самиця може народити до 6 малюків за раз. Відлучення від молока відбувається приблизно через 3 місяці а статева зрілість настає в 11,5 місяців. Тривалість життя в неволі три роки.

## Генетика
Каріотип: 2n=14.

## Загрози та охорона
Деградація середовища проживання вівцями і великою рогатою худобою, хижацтво з боку котів і лисиць є головними загрозами для цього виду. Крім того, місця існування змінюються в зв'язку зі зміною режимів пожеж через поселення європейців.